# Leonid Wassiljewitsch Smirnow
Leonid Wassiljewitsch Smirnow (russisch Леонид Васильевич Смирно́в; * 3. Apriljul. / 16. April 1916greg. in Kusnezk, Gouvernement Saratow, Russisches Kaiserreich; † 21. Dezember 2001 in Moskau) war ein sowjetischer Politiker der Kommunistischen Partei der Sowjetunion (KPdSU), der unter anderem zwischen 1961 und 1963 Vorsitzender des Staatlichen Komitees für Verteidigungstechnologie war und daraufhin von 1963 bis 1985 als Stellvertretender Vorsitzender des Ministerrates der UdSSR und zeitgleich in Personalunion als Vorsitzender der Staatskommission des Präsidiums des Ministerrats der UdSSR für militärisch-industrielle Fragen fungierte.

## Leben
Leonid Wassiljewitsch Smirnow besuchte eine Fabriklehrschule und arbeitete von 1933 bis 1934 als Elektroinstallateur beim städtischen Stromversorger Nowotscherkassk in der Oblast Rostow und war im Anschluss in Nowotscherkassk bis 1939 nacheinander Inspektor für Elektroinspektion der Abteilung für regionalen Stromvertrieb sowie diensthabender Ingenieur des Stromnetzes der Stadt. 1933 begann er zugleich ein berufsbegleitendes Studium am Polytechnischen Institut Nowotscherkassk, welches er 1939 abschloss. Im Anschluss fungierte er zwischen 1939 und 1942 als stellvertretender Leiter und Werkstattleiter des Bergbauausrüstungswerks Nowotscherkassk sowie von 1942 bis 1948 nacheinander als stellvertretender Chefingenieur für Energie, Leiter des Wärmekraftwerks sowie Chefingenieur für Energie einer Artillerieanlage in Wotkinsk in der Udmurtischen Autonomen Sozialistischen Sowjetrepublik. Er wurde während dieser Zeit 1943 Mitglied der Kommunistischen Allunions-Partei (Bolschewiki) (WKP(B)) und absolvierte zudem zwischen 1948 und 1949 ein Studium an der Industrieakademie des Rüstungsministeriums der UdSSR. Danach war von 1949 bis 1951 Direktor des zum Rüstungsministerium gehörenden Zentralen Forschungsinstituts Nr. 173, des heutigen Zentralen Forschungsinstitut für Automatisierung und Hydraulik (TSNIIAG), welches sich mit der Entwicklung hochpräziser Flugzeugsteuerungssysteme befasst.
Nach einer Verwendung von 1951 und 1952 als Leiter der Hauptdirektion für Raketen- und Weltraumtechnologie des Rüstungsministeriums, fungierte Smirnow zwischen 1952 und 1957 als Direktor des Werks Nr. 586 in Dnepropetrowsk. Auf dem XX. Parteitag der KPdSU wurde er am 21. Januar 1956 Mitglied des Zentralkomitees (ZK) der Kommunistischen Partei der Sowjetunion (KPdSU) gewählt und gehörte diesem Führungsgremium bis zum 27. September 1961 an. Er war von 1957 bis 1961 Leiter der Hauptdirektion des Staatskomitees für Verteidigungsausrüstung des Ministerrates der UdSSR sowie zuletzt bis Juni 1961 stellvertretender Vorsitzender dieses Staatlichen Komitees. 1960 erhielt er den Leninpreis, die höchste zivile Auszeichnung der Sowjetunion, um herausragende Leistungen auf wissenschaftlichem, literarischem, künstlerischem oder musikalischem Gebiet zu würdigen. Er übernahm am 10. Juni 1961 von Konstantin Nikolajewitsch Rudnew den Posten als Vorsitzender des Staatskomitees für Verteidigungstechnologie beim Ministerrat der UdSSR und hatte dieses Amt im Range eines Ministers bis zum 13. März 1963, woraufhin Sergei Alexejewitsch Swerew als Vorsitzender des umbenannten Staatlichen Komitees für Verteidigungsausrüstung seine Nachfolge antrat. Auf dem XXII. Parteitag der KPdSU wurde er am 31. Oktober 1961 erneut zum Mitglied des ZK der KPdSU gewählt und gehörte diesem Führungsgremium nach seinen Wiederwahlen auf den darauf folgenden Parteitagen der KPdSU dieses Mal bis zum XXVII. Parteitag am 25. Februar 1986 an. Er war außerdem von der sechsten bis Ende der elften Legislaturperiode (1962 bis 1989) Deputierter des Obersten Sowjets der UdSSR.
Leonid Smirnow bekleidete zwischen dem 13. März 1963 und dem 15. November 1985 als Stellvertretender Vorsitzender des Ministerrates der UdSSR und war damit einer der Vize-Ministerpräsidenten. Zugleich übernahm er am 13. März 1963 von Marschall Dmitri Fjodorowitsch Ustinow den Posten als Vorsitzender der Staatskommission des Präsidiums des Ministerrats der UdSSR für militärisch-industrielle Fragen und verblieb auf diesem ebenfalls bis zum 15. November 1985, woraufhin Juri Dmitrijewitsch Masljukow seine Nachfolge antrat. In November 1985 trat er in den Ruhestand.
Neben dem Leninpreis wurde Leonid Wassiljewitsch Smirnow für herausragende Verdienste bei der Entwicklung der Raketentechnologie und Gewährleistung eines erfolgreichen menschlichen Fluges in den Weltraum am 17. Juni 1961 erstmals Held der sozialistischen Arbeit sowie für herausragende Verdienste bei der Schaffung neuer Technologien am 6. Oktober 1982 zu zweiten Mal Held der sozialistischen Arbeit. Daneben erhielt er sechs Mal den Leninorden (1956, 1969, 1961, 1966, 1971, 1976 und 1982), den Orden des Roten Banners der Arbeit (1956) sowie Orden vom Roten Stern (1945).

## Hintergrundliteratur
- N. N. Sokov: Russian strategic modernization: the past and future, Rowman & Littlefield, 2000, ISBN 0-8476-9467-4
- Sergei I. Zhuk: Rock and Roll in the Rocket City: The West, Identity, and Ideology in Soviet Dniepropetrovsk, 1960–1985, The Johns Hopkins University Press, 2010, ISBN 0-8018-9550-2